# مايكل ليندسي
مايكل ليندسي (بالإنجليزية: Michael Lindsey)‏ هو لاعب كرة قدم أمريكية أمريكي، ولد في 10 يوليو 1987.